# 紀元前82年
紀元前82年（きげんぜん82ねん）は、ローマ暦の年である。

## 他の紀年法
- 干支 : 己亥
- 日本
  - 崇神天皇16年
  - 皇紀579年
- 中国
  - 前漢 : 始元5年
- 朝鮮
  - 檀紀2252年
- 仏滅紀元 : 463年
- ユダヤ暦 : 3679年 - 3680年

## できごと

### ローマ
- コリーヌゲートの戦いで、ルキウス・コルネリウス・スッラがサムニウムの軍を破り、ローマ帝国を制圧した。
- スッラはシチリアとアフリカの反乱を鎮圧するためにグナエウス・ポンペイウスを派遣した。若いガイウス・ユリウス・カエサルは東方でスッラに仕えた。
- ぎょしゃ座流星群の母天体であるキース彗星（C/1911 N1）が太陽系に接近し、ダストを放出した。そのダストは2000年後の1935年、1986年、1994年、2007年に流星群として地球に降り注いだ。

### ダキア
- ブレビスタがダキアを統一し、現在のルーマニア周辺に最初の統一王国を作った。

### 中国
- 前漢の昭帝が漢四郡のうち臨屯郡と真番郡を廃止した。

## 誕生
- マルクス・カエリウス・ルフス：古代ローマの政治家（紀元前48年没）
- ウァロ・アタキヌス：古代ローマの詩人（紀元前35年没）

## 死去
- グナエウス・パピリウス・カルボ：執政官
- クィントゥス・ムキウス・スカエウォラ：執政官